# Esferas metálicas de Klerksdorp

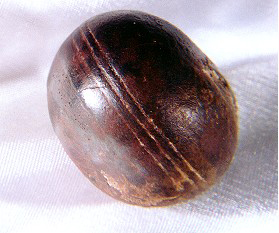
Las esferas de Klerksdorp

Las esferas de Klerksdorp son unas bolitas de pirita que se han ido encontrando por mineros en Ottosdal (Sudáfrica) sobre estratos precámbricos de hace 2800 millones de años. Se exponen en el museo de Klerksdorp.
Se dice que, por su forma esférica y finos surcos, solo pueden haber salido de seres inteligentes. Este punto de vista se recoge en la obra Arqueología prohibida de Michael Cremo.
Sin embargo, probablemente sean nódulos de pirita de origen metamórfico, y nódulos de 'goethita' formados del desgaste de la pirita. En un artículo sobre este asunto, Paul Henrich recalca que las fuentes de Cremo, en lo que se refiere a las esferas supuestamente 'anómalas', eran en realidad el tabloide sensacionalista Weekly World News ('Noticias Mundiales Semanales'), una fuente que difícilmente cabe aceptar como seria y reputada.